# مشعلية متقابلة الأوراق
مشعلية متقابلة الأوراق أو رشاد حجري متقابل الأوراق (الاسم العلمي: Aethionema oppositifolium) هي نوع نباتي يتبع جنس المشعلية من فصيلة الصليبية.